# Грнч'яровце-над-Парноу
Грнч'яровце-над-Парноу (словац. Hrnčiarovce nad Parnou) — село, громада округу Трнава, Трнавський край. Кадастрова площа громади — 16.28 км².
Населення 2254 особи (станом на 31 грудня 2020 року).

## Історія
Грнч'яровце-над-Парноу згадується 1267 року.

## Населення
| Рік:            | 1994. | 2004.   | 2014.   | 2024.   |
| --------------- | ----- | ------- | ------- | ------- |
| Кількість осіб: | 1991  | 2067    | 2250    | 2231    |
| Різниця:        |       | +3,81 % | +8,85 % | -0,84 % |

| Рік:            | 2023. | 2024.   |
| --------------- | ----- | ------- |
| Кількість осіб: | 2229  | 2231    |
| Різниця:        |       | +0,08 % |